# Дајнинг
Дајнинг (њем. Deining) општина је у њемачкој савезној држави Баварска. Једно је од 19 општинских средишта округа Нојмаркт (Горњи Палатинат). Према процјени из 2010. у општини је живјело 4.320 становника. Посједује регионалну шифру (AGS) 9373119.

## Географски и демографски подаци
Дајнинг се налази у савезној држави Баварска у округу Нојмаркт (Горњи Палатинат). Општина се налази на надморској висини од 471 метра. Површина општине износи 71,4 km². У самом мјесту је, према процјени из 2010. године, живјело 4.320 становника. Просјечна густина становништва износи 61 становника/km².